# قناة الروكا
قناة الروكا أو قناة شط العرب هي قناة بحرية ، عمقها 10 أمتار، في جانب محافظة خوزستان بإيران وبناحية الخليج العربي في قضاء الفاو في البحر الإقليمي للعراق بمحافظة البصرة بأقصى شمال الخليج العربي قريبة من مدخل الخليج إلى شط العرب، يُوصَل إلى مدخلها خلال خور العمية، كانت سنة 1926 تُتخذ لتيسير جريان المراكب البخارية عبر الضحضاح والغرين في شط العرب، مذكورة في معظم نصوص الاتفاقيات الحدودية المبرمة بين العراق وإيران، ذكر كاظم فنجان الحمامي وزير النقل العراقي الأسبق أن شركة الهند الشرقية حفرت قناة الروكا بتخويل رسمي عراقي خلال فترة ولاية البصرة إبان سيطرة الدولة العثمانية.

## التعرية والترسيب
قال حسن المحمود في كتابه (التغيرات المورفورسوبية في المياه الاقليمية العراقية وتداعياتها الحدودية) المنشور سنة 2022 إن دراسته تناولت "تحليل التغير المورفورسوبي خط الساحل العراقي في خور عبد الله ومدخل شط العرب (قناة الروكا) وتأثيرها في الامتدادات الحدودية إذ تشهد منطقة شمال غربي الخليج العربي عمليات تعرية وترسيب مختلفة الشدة بفعل الحمل الرسوبي العالق لذلك يحدث تغيرٌ مساحي للمظاهر الفيزيوغرافية الساحلية القريبة من البيئة المصبية العراقية خصوصاً في النطاق الساحلي العراقي والمناطق المجاورة لبحرنا الإقليمي لتأثرها بحمولة وتوزيع الرواسب المجهزة إذ أو ضحت المقارنة بين الفترات المدروسة تعرية شديدة في بعض الجهات الساحلية وترسيب في أجزاء أخرى...أظهرت القيم المقاسة لخط أدنى جَزر (الخط الصفري) تغيراً في المقطع العرضي للممرات البحرية العراقية التي يتشارك بها مع إيران والكويت، يأثر في موقع الخط الحدودي المعتمد بين العراق والكويت وكان التغير الأكبر في عرض مدخل شط العرب (قناة الروكا)، وكان ذلك بتأثير أنماط التعرية والترسيب وانحراف التيارات المدّية فضلاً عن التأثير المؤقت للأنشطة المينائية في خور عبد الله...وفي منتصف قناة الروكا بلغَ تغير شكل حواف المسطحات المد عمى جانبي (قناة
الروكا) مصب شط العرب على الجانبين العراقي والإيراني بمعدل اتساع 312 متراً لصالح ايران.
| الموقع            | العرض الكلي متراً |      |      |      |      |      |      | مقدار تغير المسطح المائي | حالة عرض المسطح المائي |       |                   |
|                   | الرمز            | 1966 | 1986 | 2004 | 2008 | 2016 | 2019 |                          | العراق                 | إيران | الحالة الحدودية   |
| منتصف قناة الروكا | H                | 1045 | 1089 | 1508 | 1496 | 1491 | 1491 | 402.8                    | 34.8                   | 368   | اتساع لصالح إيران |
| مدخل قناة الروكا  | G                | 1369 | 1300 | 1586 | 1587 | 1586 | 1586 | 286                      | 105                    | 181   | اتساع لصالح إيران |